# Corsicana (Teksas)
Corsicana – miasto w Stanach Zjednoczonych, w stanie Teksas, w hrabstwie Navarro. Według spisu w 2020 roku liczy 25,1 tys. mieszkańców. Leży 80 km na południe od Dallas.